# Trioza rhamni
Trioza rhamni är en insektsart som först beskrevs av Franz Paula von Schrank 1801.  Trioza rhamni ingår i släktet Trioza och familjen spetsbladloppor. Enligt den finländska rödlistan är arten sårbar i Finland. Arten är reproducerande i Sverige. Artens livsmiljö är hagmarker och lövängar. Inga underarter finns listade i Catalogue of Life.